# KUNI (Hörfunksender)
Koordinaten: 42° 18′ 59″ N, 91° 51′ 31″ W
KUNI ist ein Hörfunksender aus Cedar Falls im US-Bundesstaat Iowa. Die Station versorgt die Cedar Falls, Waterloo, Cedar Rapids und Iowa City mit dem Programm des Iowa Public Radio. KUNI ist auf UKW 90,9 MHz lizenziert. Der Sender gehört der University of Northern Iowa.
KUNI wird von den Stationen KUNY (UKW 91,5 MHz) und KRNI 1010 kHz in Mason City teilweise im Simulcast betrieben. KUNI selbst wird über die Umsetzer K233AA (94,5 MHz) in Davenport und K274AA (102,1 MHz) in Eldridge im Ballempfang mitübertragen.